# Frontespis (typografi)

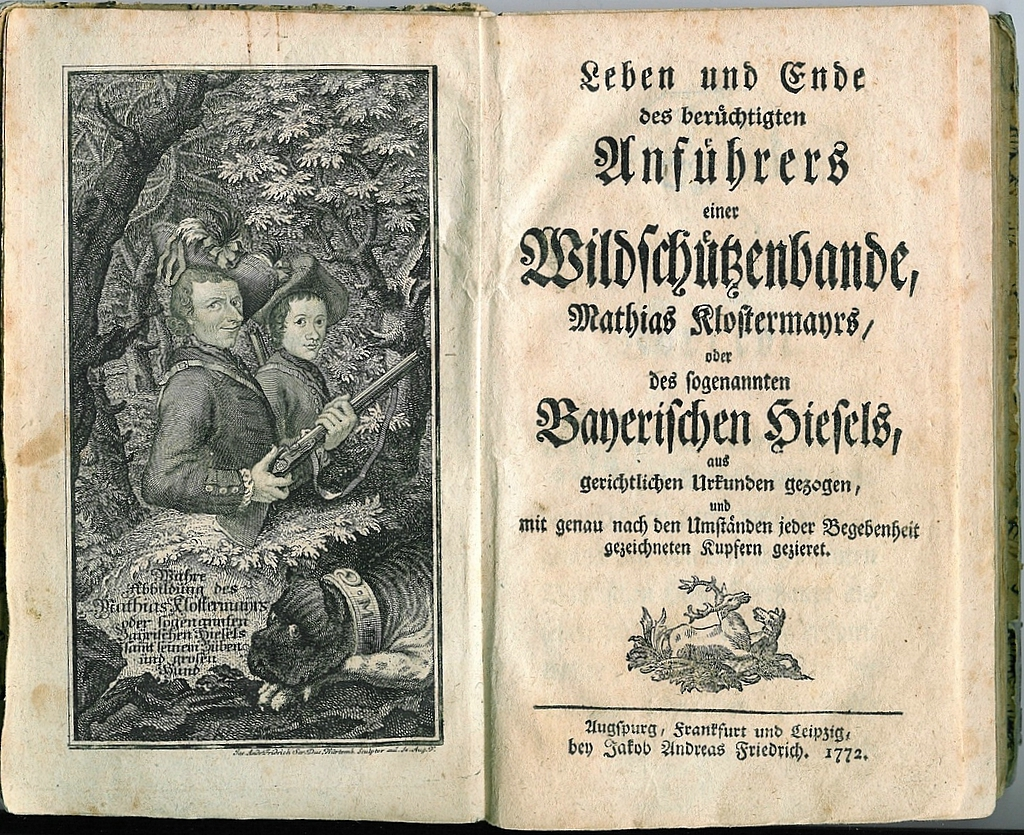
Frontespis och titelsida till Matthias Klostermayrs bok om tjuvskyttar (1772).

En frontespis, [-i´s], Ordet kan också avse själva titelsidan, men denna betydelse är obsolet enligt Oxford English Dictionary.</ref> Frontespisen är verso (vänstersida) mot titelsidans högersida recto. Utarbetade graverade frontespiser var i flitigt bruk, speciellt i Biblar och i skolböcker, och många är graverade mästerstycken. Ofta föreställde de en allegorisk avbildning av bokens titel eller innehåll, eller ett porträtt av författaren.

## Etymologi
Ordet kommer från det franska ordet 'frontispice', som härstammar från det sena latinets 'frontispicium', sammansatt av latinets 'frons' ('panna') och 'specere' ('att titta på'). Det var synonymt med 'metoposkopi'. På engelska användes det ursprungligen som en arkitektonisk term, som hänvisade till den dekorativa fasaden på en byggnad. På 1600-talet, på andra språk som italienska, kom termen att hänvisa till titelsidan på en bok, som vid den tiden ofta var dekorerad med invecklade gravyrer som lånade stilelement från arkitekturen, såsom kolonner och frontoner. 
Under 1600-talet kom titelsidan i en bok att åtföljas av en illustration på motstående sida (känd på italienska som antiporta), så att termen på engelska fick den betydelse den har idag redan 1682. Vid den tidpunkten hade den engelska stavningen också, genom folketymologi, omvandlats från 'frontispice' till 'frontispiece' ('front'+'piece').

## Exempelgalleri

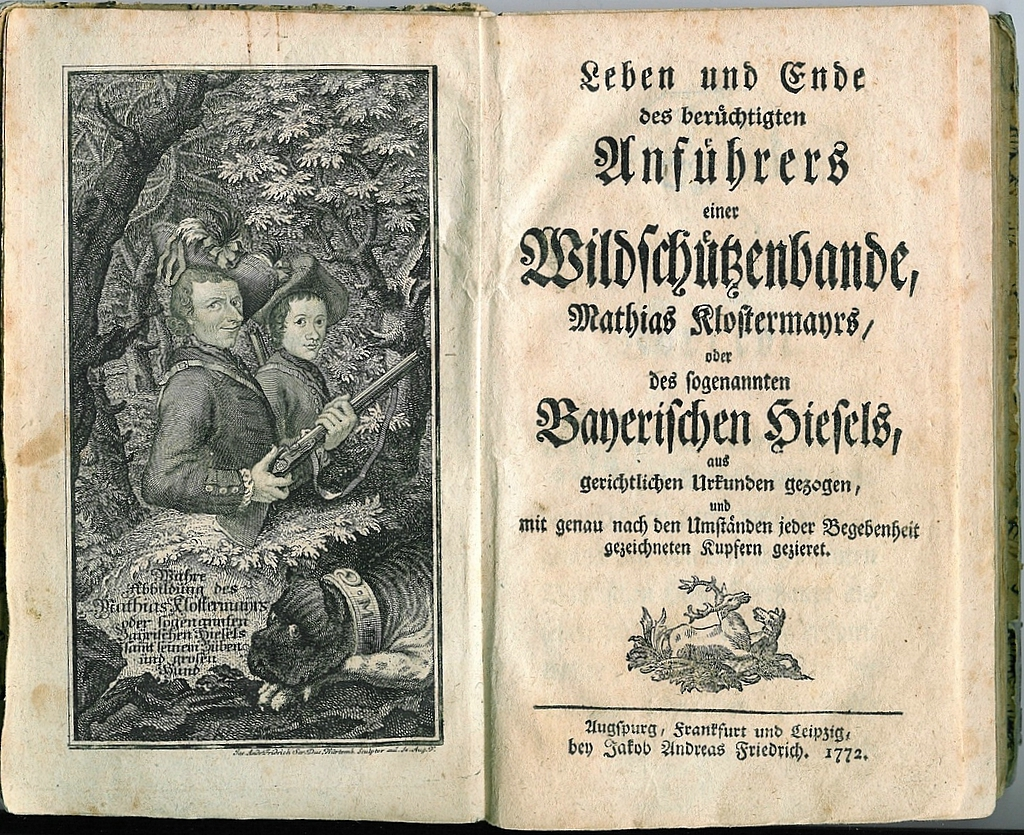
En frontespis och titelsida till Matthias Klostermayrs biografi (1772)
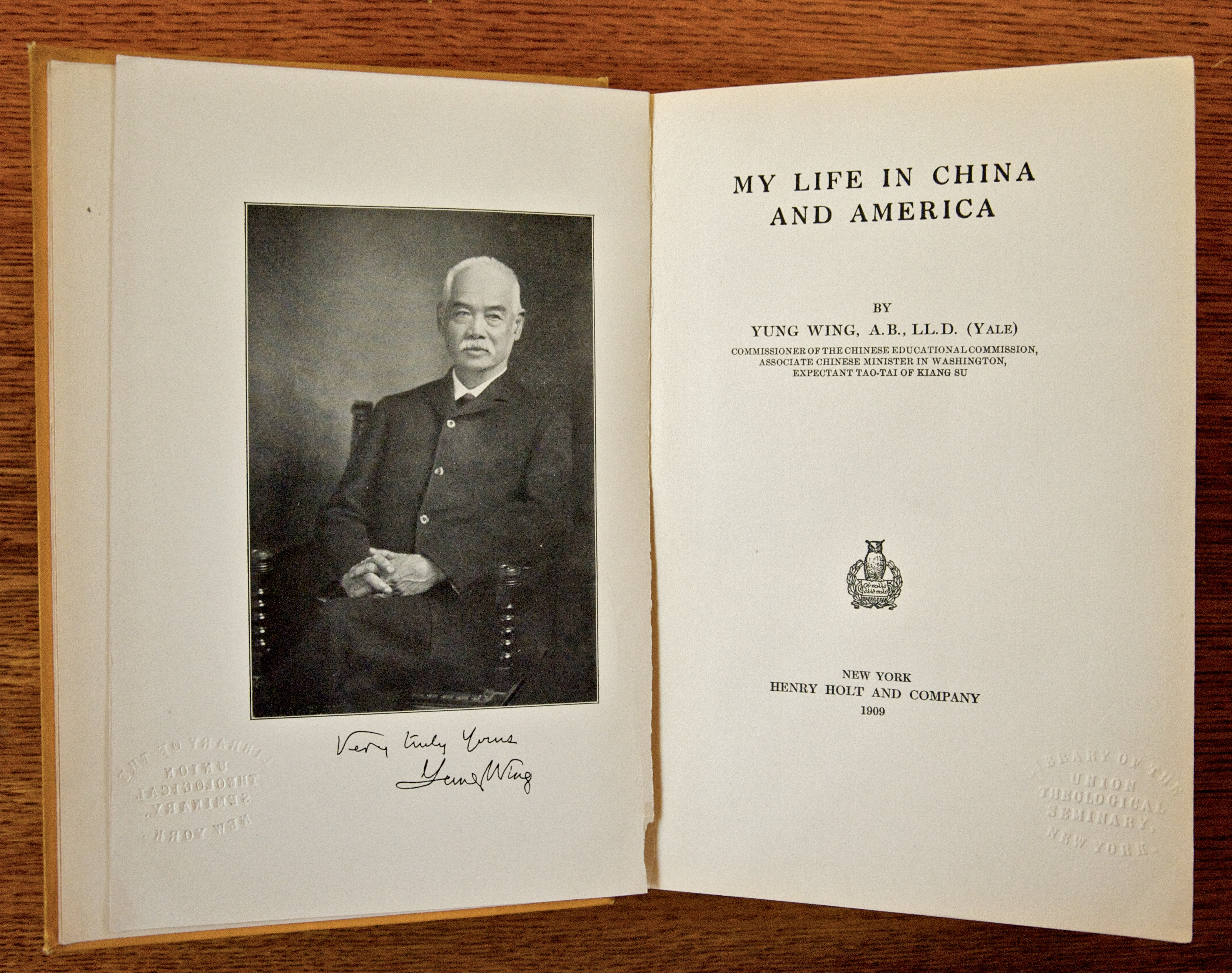
Ett porträtt av Yung Wing som används som frontispies till hans bok från 1909, Mitt liv i Kina och Amerika
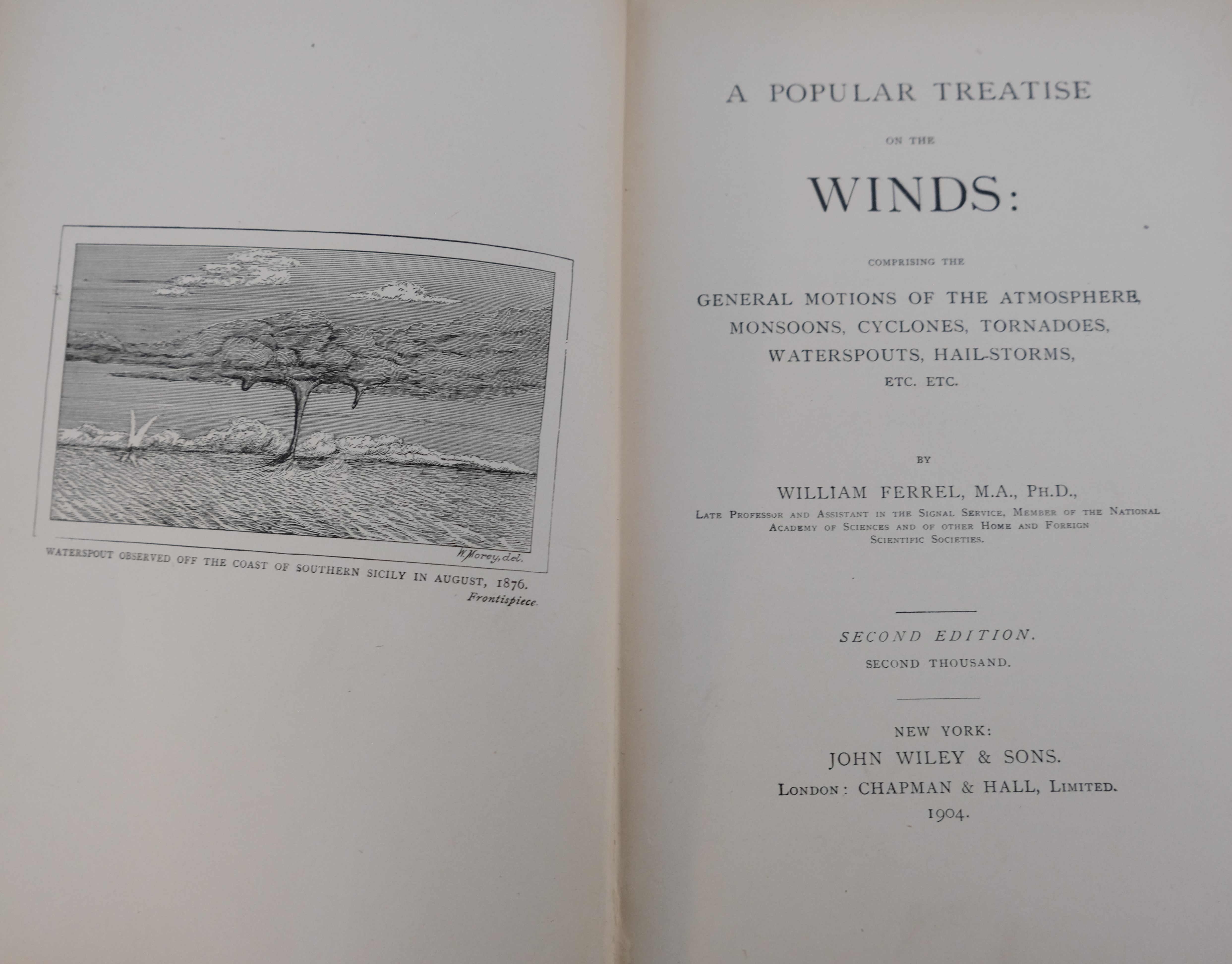
Frontispies till En populär avhandling om vindarna: Bestående av atmosfärens allmänna rörelser, monsuner, cykloner, tromber, hagelstormar etc. av William Ferrel (1904)
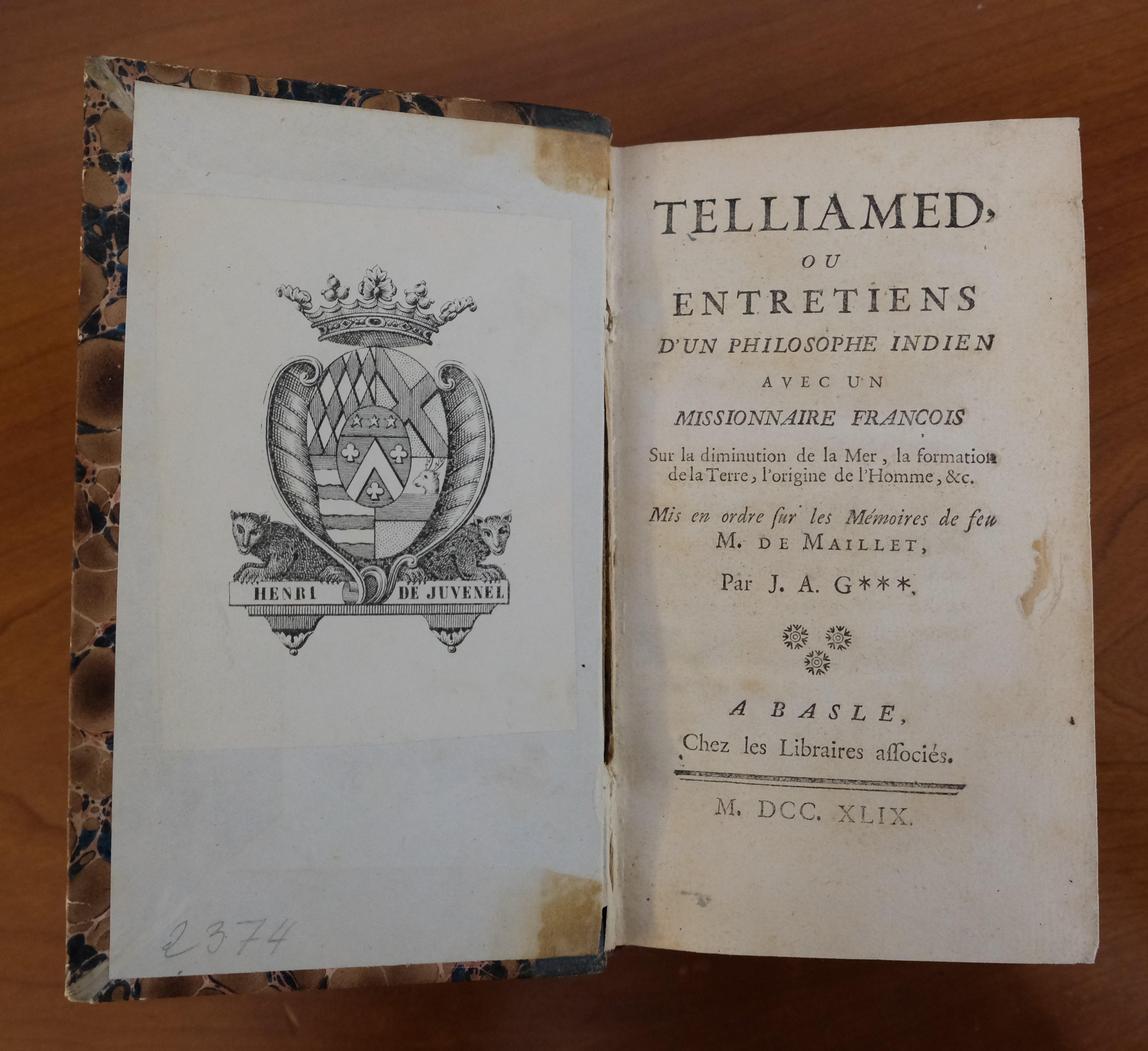
Titelsida och frontespis till Telliamed av Benoît de Maillet (1749)
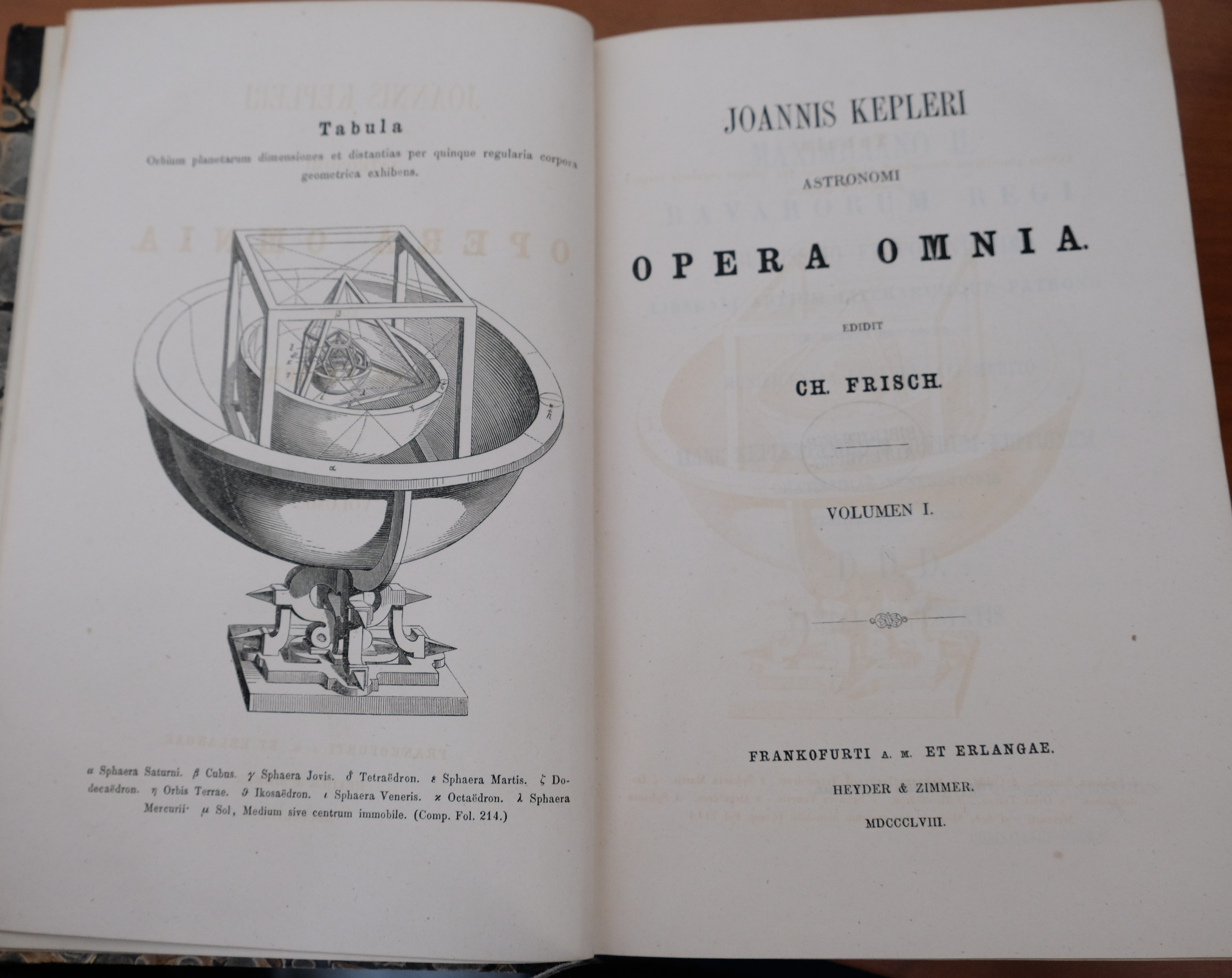
Titelsida och frontespis till volym I1 av Joannis Kepleri Astronomi Opera Omnia av Johannes Kepler (1858)
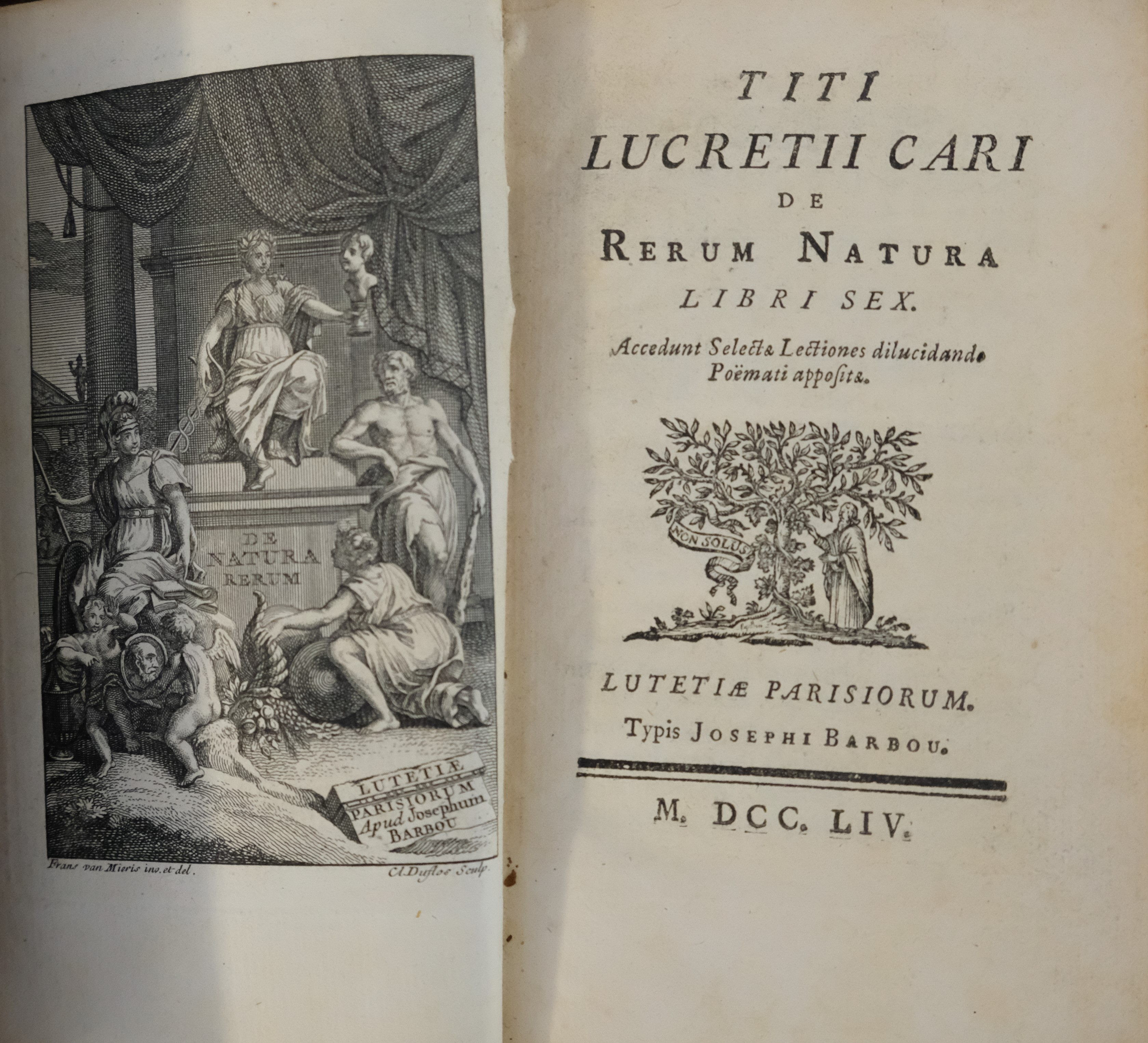
Frontespis och titelsida till De Rerum Natura av Titus Lucretius Carus (1754)
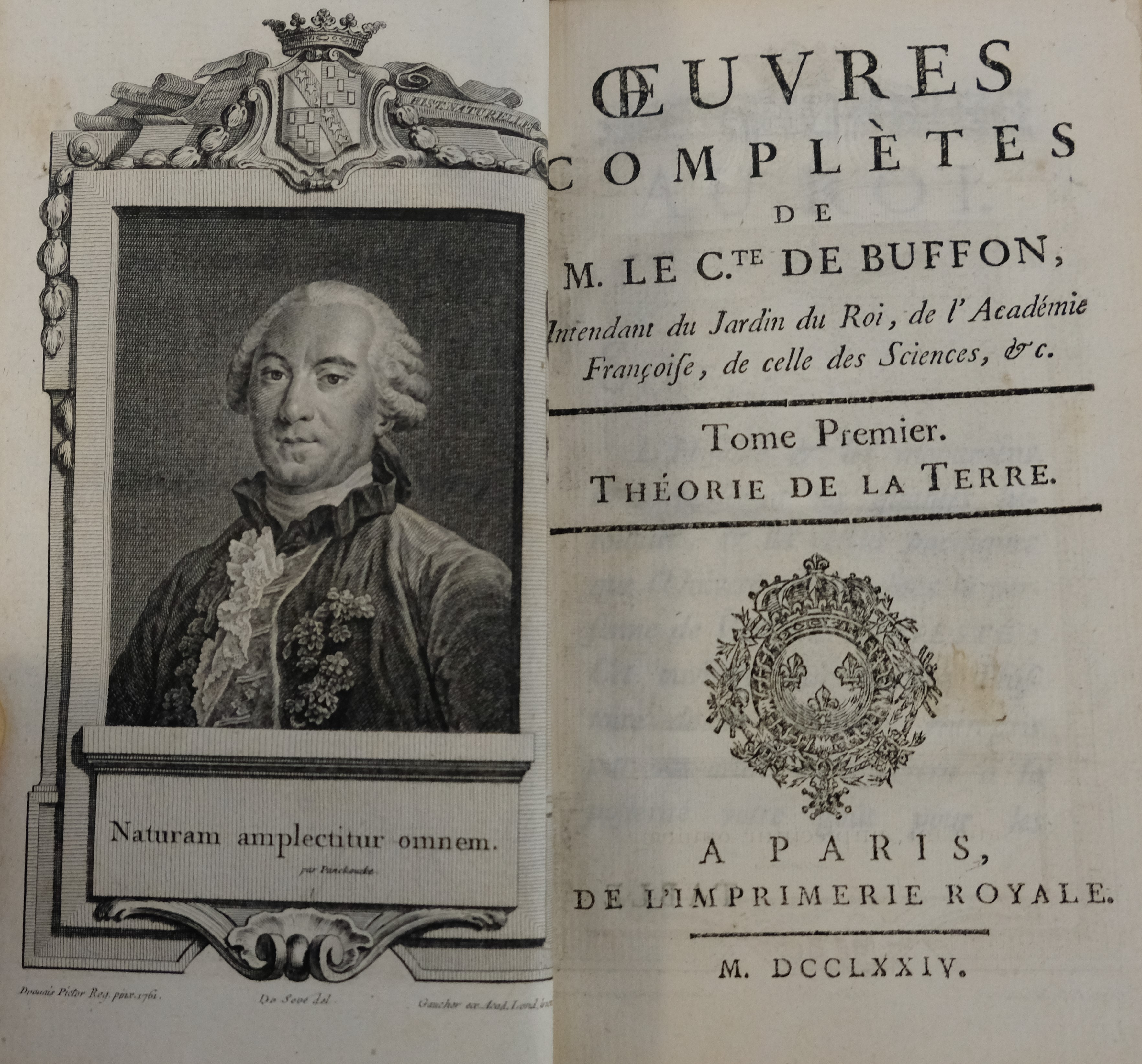
Frontespis och titelsida till volym I av Histoire Naturelle, Générale et Particulière av Georges-Louis Leclerc, Comte de Buffon (1774)
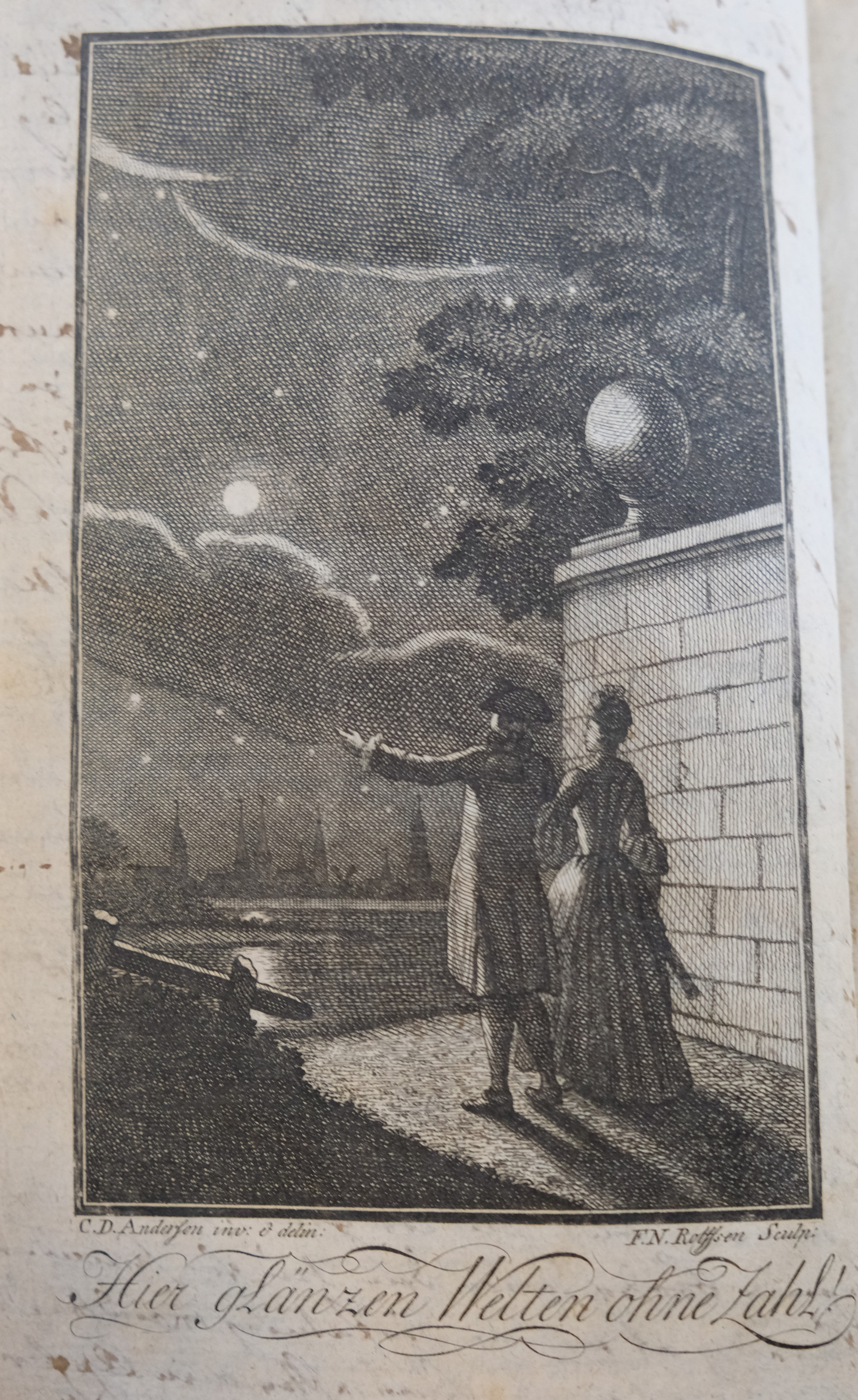
Frontispiceillustration från Johann Bodes Anleitung zur Kentniss des Gestirnten Himmels (1772)
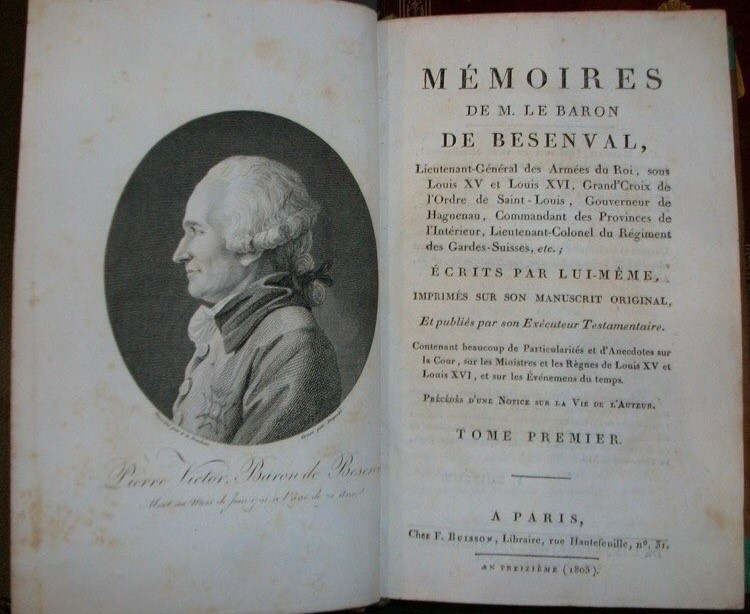
Frontespis av den första upplagan av Pierre Victors memoarer, baron de Besenval de Brunstatt, som visar hans porträtt (1805)
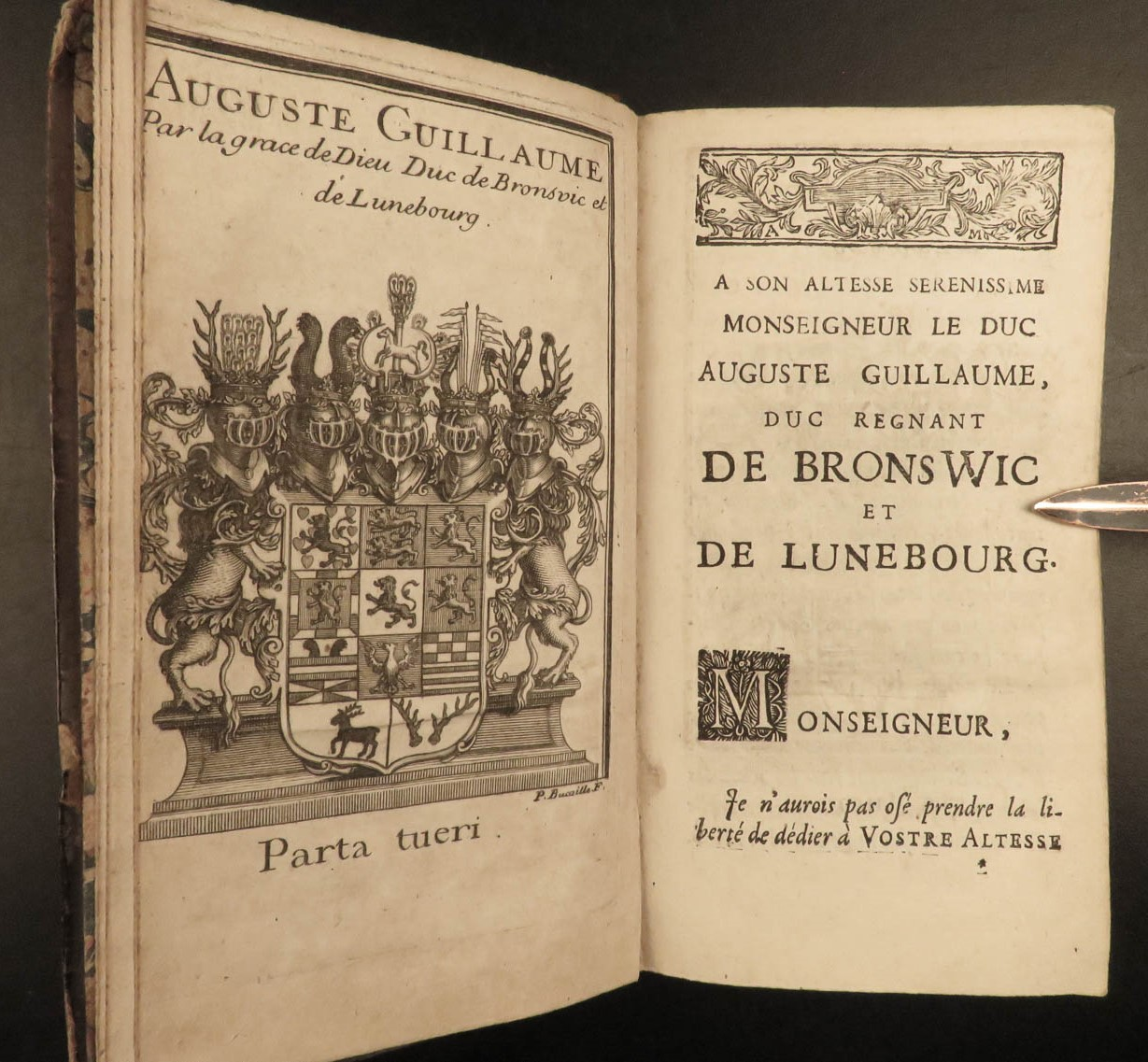
Frontespis av den sjunde upplagan av Germain Brices reseguide för Paris (1717). Detta är ett specialtryck tillägnat August Wilhelm, Herzog von Braunschweig-Wolfenbüttel